# 吳孔嘉
吴孔嘉（1588年—1667年），字元会，号天石。南直隸歙縣（今安徽省歙縣）人，明末清初政治人物。明朝探花、翰林。

## 生平
其父以弱病死，與名绅吴养春世仇，吴孔嘉將其父之死歸咎於养春。早年寄居黄山祥符寺讀書，在帐上写满了“死”字。母亲殷氏是兵部尚書殷正茂的孫女。
萬曆四十三年（1615年）乙卯科應天鄉試舉人，天启五年（1625年），余煌榜進士第三人。授翰林院编修。参与编修《光宗实录》。因参修《三朝要典》的编撰，被列为閹黨。誣陷吴养春“赃银六十余万两”，程梦庚“等赃银十三万六千两”，此為“黄山案”，最後吴养春等人皆慘死獄中。崇禎時，魏忠賢（閹黨）倒台，吴孔嘉被黜為民，居歙县曲水園，长年闭户不出。康熙六年（1666年）死，年八十。
清人许楚有《清故前翰林院編修天石吳公行狀》，述其生平甚详，载《青岩集》卷十，清康熙五十四年許象縉刻本。